# جاده باریک
جاده باریک (به انگلیسی: The Narrow Way) نام ترانه‌ای از آلبوم ۱۹۶۹ گروه موسیقی پینک فلوید،اوماگوما است که در بخش استودیویی آلبوم قرار دارد.
آهنگ توسط دیوید گیلمور نوشته و ساخته شده‌است و به سه بخش، از هم جدا شده‌است.
بخش اول آهنگ هنگامیکه در دوم دسامبر ۱۹۶۸ در ایستگاه سخن‌پراکنی بی‌بی‌سی پخش شد، «Baby Blue Shuffle in D minor» نامیده می‌شد که شباهتی زیاد به دو قطعه ضبط شده با عناوین  «Rain in the Country (take 1)» و «Unknown Song» برای موسیقی فیلم میکل‌آنجلو آنتونیونی، نقطه زابریسکی دارد.
بخش دوم آهنگ شامل نواختن گیتار برقی و سازهای کوبه‌ای است که با زیر و بم کردن صداهای الکترونیکی  به ابتدای بخش سوم هدایت می‌شود.
بخش سوم شامل خوانندگی دیوید گیلمور است که در اجراهای انسان و سفر در  تورهای ۱۹۶۹ پخش می‌شد.

## دست‌اندرکاران
- دیوید گیلمور - گیتار، بیس، خواننده، درام، کیبورد، ارگ